# Graves-Saint-Amant
Graves-Saint-Amant is een gemeente in het Franse departement Charente (regio Nouvelle-Aquitaine) en telt 326 inwoners (2005). De plaats maakt deel uit van het arrondissement Cognac.

## Geografie
De oppervlakte van Graves-Saint-Amant bedraagt 6,3 km², de bevolkingsdichtheid is 51,7 inwoners per km².
De onderstaande kaart toont de ligging van Graves-Saint-Amant met de belangrijkste infrastructuur en aangrenzende gemeenten.

## Demografie
Onderstaande figuur toont het verloop van het inwonertal (bron: INSEE-tellingen).

1. ↑  Populations de référence 2022.